# Charles-Justin Calewaert
Charles-Justin Calewaert, né le 17 octobre 1893 à Deinze, en Flandre-Orientale, et mort le 28 décembre 1963 à Gand, est un prêtre belge, vingt-septième évêque de Gand.

## Biographie
Ordonné prêtre le 23 avril 1922, Charles Calewaert succède à Honoré-Joseph Coppieters comme évêque de Gand en 1948. Il occupe cette fonction jusqu’à sa mort en 1963.
Calewaert fut l’un des pères conciliaires du deuxième concile du Vatican.

### Articles liés
- Liste des évêques de Belgique
- Liste des évêques de Gand